# محمد شعيطة
محمد نجم شعيطة هو مهاجم كرة قدم عراقي سابق لعب لمنتخب العراق بين عامي 1965 و1966. ولعب في كأس الأمم العربية عام 1966 وسجل في الفوز الشهير 10-1 على البحرين.